# Sächsisches Krankenhaus Arnsdorf

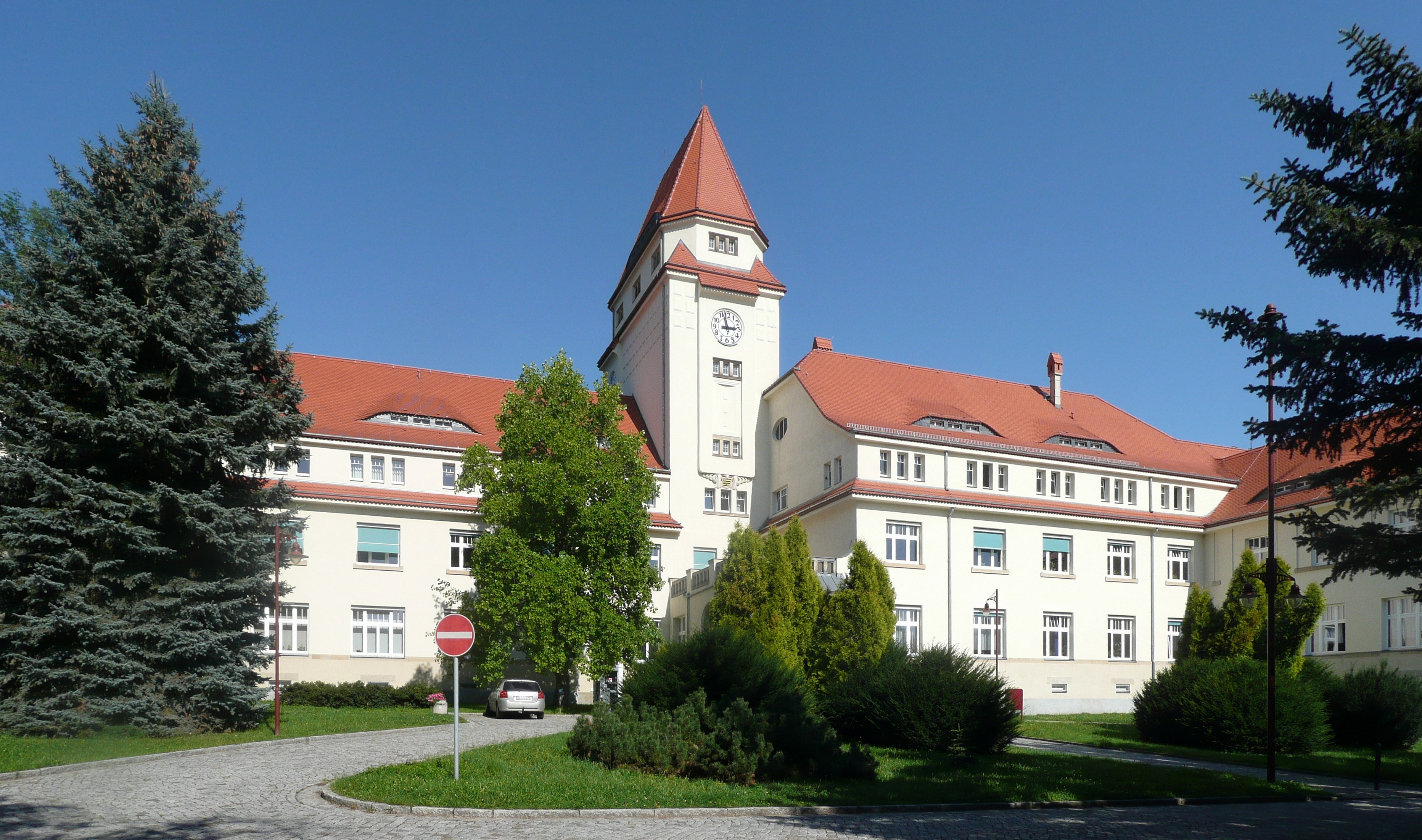
Verwaltungsgebäude des Sächsischen Krankenhauses Arnsdorf

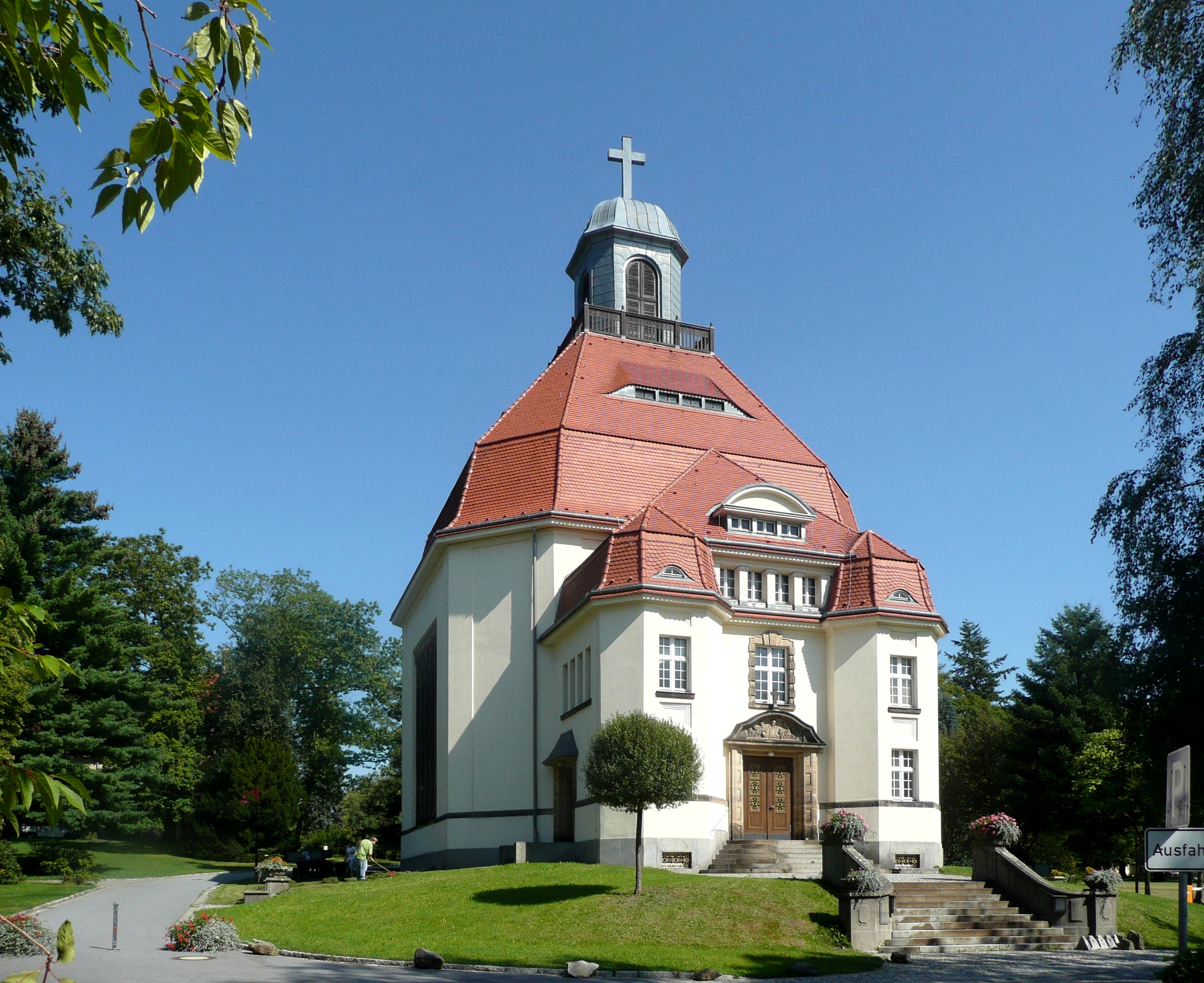
Die im Reformstil erbaute Anstaltskirche des Sächsischen Krankenhauses Arnsdorf

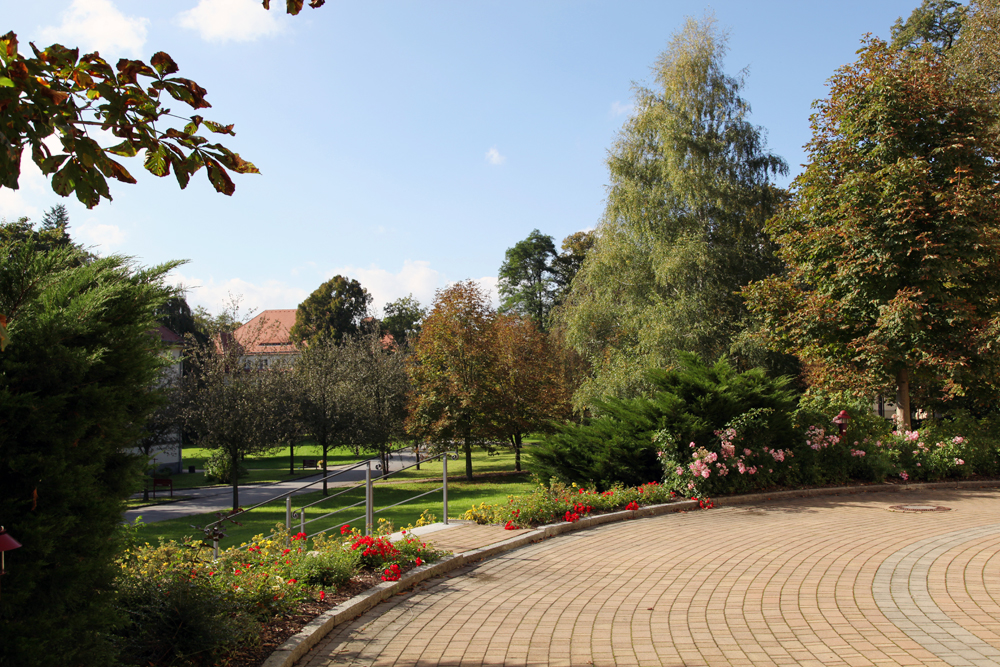
Weitläufige Krankenhaus-Parkanlage

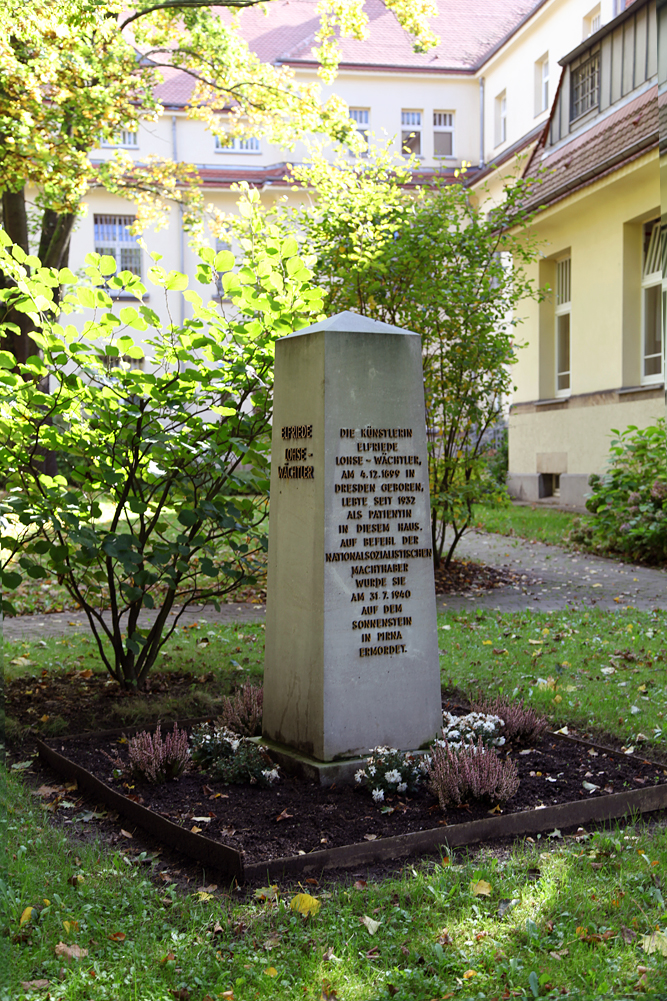
Gedenkstein für Lohse-Wächtler

Das Sächsische Krankenhaus Arnsdorf ist das Sächsische Krankenhaus für Psychiatrie und Neurologie in Arnsdorf im Landkreis Bautzen. Bei dem Fachkrankenhaus für Psychiatrie und Neurologie handelt es sich um ein akademisches Lehrkrankenhaus, das in dieser Funktion zur Medizinischen Fakultät „Carl Gustav Carus“ der Technischen Universität Dresden gehört.
Die psychiatrische Einrichtung war zur Zeit des Nationalsozialismus Zwischenstation der damaligen Aktion T4; viele Patienten wurden von dort nach Pirna-Sonnenstein verbracht und getötet.
Heute steht das 1912 eröffnete Krankenhausanwesen wegen des Seltenheitswerts eines nichtüberformten Reformstils unter Denkmalschutz.

## Lage
Das Krankenhausgelände befinden sich an der Hufelandstraße in Arnsdorf. Anfahrts- und Postadresse ist die Hufelandstraße 15.

## Geschichte
Die Einrichtung wurde am 1. April 1912 nach vier Jahren Bauzeit als Königlich-Sächsische Heil- und Pflegeanstalt Arnsdorf eröffnet; erster Direktor der 600 Betten umfassenden Anstalt war (bis 1924) Otto Schulze. Später sollte die Kapazität auf 1200 Plätze steigen. Dazu gab es auf dem parkartig angelegten Areal 18 Stationsgebäude und 9 Wirtschaftsgebäude.

### Zeit des Nationalsozialismus
Zur Zeit des Nationalsozialismus war das Personal der Landes-Heil- und Pflegeanstalt Arnsdorf an der „Euthanasie“ beteiligt. Der Direktor der Anstalt, der Psychiater Wilhelm Sagel, infizierte dort Menschen mit Malariaerregern. Während der Aktion T4 wurden mehr als 2600 Patienten von und über Arnsdorf nach Pirna in die Tötungsanstalt Pirna-Sonnenstein verbracht und dort umgebracht.
Ein auf dem Grundstück aufgestellter Gedenkstein für Elfriede Lohse-Wächtler erinnert an die bedeutende Malerin, die wegen „unheilbarer Geisteskrankheit“ entmündigt in Arnsdorf leben musste und 1940 nach Sonnenstein zur Tötung verbracht wurde.
Zwischenzeitlich diente das weitflächige Areal auch als Lazarett, Flüchtlingslager beziehungsweise als Kaserne.

### Nachkriegszeit
Zu DDR-Zeiten war Arnsdorf wieder eine psychiatrische Klinik. Der Dokumentarfilm Die Hölle von Ueckermünde – Psychiatrie im Osten von Ernst Klee aus dem Jahr 1993 zeigte die mangelhaften Zustände verschiedener DDR-Kliniken, darunter auch Arnsdorf, auf. Zeitweise waren bis zu 1800 Patienten eingewiesen.
Heute ist das Krankenhaus weiterhin in Betrieb. Als Sächsisches Krankenhaus für Psychiatrie und Neurologie stellt das Anwesen die denkmalpflegerische Sachgesamtheit der ehemaligen Königlich-Sächsischen Pflegeanstalt Arnsdorf dar. Geschützt ist das „Krankenhausareal als Komplex vieler einzelner Bauten und baulicher Anlagen in großflächigem Park“.
Für die MDR-Reihe Der Osten – entdecke wo du lebst wurde 2014 ein Dokumentarfilm über die Einrichtung produziert.

## Fachkrankenhaus
Nach der politischen Wende erfolgte die Umstrukturierung zu einem Fachkrankenhaus für Psychiatrie: die Behandlungsschwerpunkte sind Erwachsenen-Psychiatrie, Kinder- und Jugendpsychiatrie, Neurologie und Forensische Psychiatrie. Das der Medizinischen Fakultät „Carl Gustav Carus“ der Technischen Universität Dresden als akademisches Lehrkrankenhaus angeschlossene Fachkrankenhaus hat mit der im Ermelhaus in Radebeul-Oberlößnitz neugeschaffenen Neurologischen Klinik eine Außenstelle, die auf Kinder- und Jugendpsychiatrie spezialisiert ist.
Träger des Krankenhauses ist für den Freistaat Sachsen das Sächsische Staatsministerium für Soziales und Gesellschaftlichen Zusammenhalt, das im Bundesland vier Einrichtungen zur Komplettversorgung im Bereich Psychiatrie und Neurologie geschaffen hat: Neben Arnsdorf gehören noch die Sächsischen Krankenhäuser (SKH) Altscherbitz (im Landkreis Nordsachsen), SKH Großschweidnitz (im Landkreis Görlitz) und das Sächsische Krankenhaus für Psychiatrie und Neurologie Rodewisch (im Vogtlandkreis) dazu.

## Denkmalpflegerische Beschreibung der Gesamtanlage
Das Anwesen steht auf der Denkmalliste von Arnsdorf. Beschrieben wird die „Sachgesamtheit ehemalige Königlich-Sächsische Pflegeanstalt Arnsdorf; Krankenhausareal als Komplex vieler einzelner Bauten und baulicher Anlagen in großflächigem Park mit zu großen Teilen erhaltenen historischen Wegführungen (einschließlich Pflasterung), Brunnen, Mauern, Resten von Holzstaketenzäunen, Pavillons, Wandelhallen, Treppenanlagen, Kriegsgräberanlage für die Gefallenen des Zweiten Weltkrieges, Gedenkstein für Elfriede Lohse-Wächtler, altem Gehölzbestand und Alleen; geschichtliche (bau-, sozial- und kirchengeschichtliche) sowie künstlerische und landschaftsgestaltende Bedeutung, eines der wenigen vollständig erhaltenen und nicht überformten Architekturbeispiele für medizinische Anstalten aus der Reformzeit in Sachsen, deshalb Seltenheitswert.“
„Einzeldenkmale in der Sachgesamtheit: die Gebäude A1–A8, B1–B10, alle C-Häuser (darunter die Kirche) sowie der anstaltseigene Friedhof mit Parentationshalle, drei Wäschereien, drei ehemalige Wandelhallen, 10 Wohnhäuser (frei stehend: Hufelandstraße 5, 7, 9, 17, 19, 22 und Doppelwohnhäuser: Stolpener Straße 54, 56, 57/59, 58), zwei Villen (Hufelandstraße 13 und Karswaldstraße 1), Wasserhebe, Kondenswasserpumpenhaus und Wasserhäuschen sowie Park“.